# Arved Ludwig Wieler
Arved Ludwig Wieler (* 5. August 1858 in Hamburg; † 7. März 1943 in Aachen) war ein deutscher Botaniker und Hochschullehrer.

## Leben und Wirken
Nach dem Studium der Botanik an der Universität  Heidelberg und seiner Promotion im Jahr 1883 an der Universität Tübingen bei Wilhelm Pfeffer war Wieler als Assistent in Berlin, Straßburg und an der TH Karlsruhe tätig; zuletzt dort von 1888 bis 1891 als Privatdozent. Im Herbst 1892 habilitierte er sich an der TH Braunschweig und wurde zum April 1895 als außerordentlicher Professor an der TH Aachen übernommen, wo er das Fachgebiet „Technische Botanik“ leitete.
Als einer der ersten Botaniker Deutschlands erforschte Wieler in Aachen schwerpunktmäßig die Auswirkungen von Rauchschwaden aus Kohleverbrennung sowie aus industriellen Abgasen auf die Pflanzenwelt, ein Forschungsgebiet, das bis dato vor allem in der Forstakademie Tharandt behandelt wurde.
Bereits seit 1885 war Wieler Mitglied in der Deutschen Botanischen Gesellschaft und gehörte im Jahr 1914 zu den Hochschullehrern, die die Erklärung der Hochschullehrer des Deutschen Reiches mit unterschrieben hatten, die den Ersten Weltkrieg als Verteidigungskampf rechtfertigte.
Im Rahmen seiner Forschungsarbeiten stellte Wieler zum einen die These auf, dass die Schädigung der Pflanzen ausschließlich durch eine direkte Schädigung der Blätter oder Nadeln durch das in der Luft befindliche Schwefeldioxid verursacht wird. Dies führte er vor allem auf die sogenannten „chronischen Rauchschwaden“, die man im Gegensatz zu „akuten Rauchschwaden“ nicht mit bloßem Auge sehen konnte, zurück, die eine Versauerung des Bodens verursachen und damit dessen langsame Entkalkung durch die Diffusion von Schwefeldioxiden bewirke können. Seine dazu angestellte Beweiskette wurde jedoch von vielen zeitgenössischen Rauchschwadenforschern infrage gestellt.
Darüber hinaus stellte Wieler im Jahr 1903 bei Luftuntersuchungen im Raum Aachen fest, dass Schwefeldioxid noch bis zu einer Entfernung von mehr als 10 Kilometern von der Rauchquelle in hoher Konzentration nachgewiesen werden konnte. Damit machte er auf den Ferntransport schädlicher Gase aufmerksam, die vor allem im Rahmen der zunehmenden Industrialisierung die Vegetation nachhaltig schädigen könne.
Wielers Tragik war dabei, dass er seiner Zeit voraus war und seine Thesen zum Rauchschwadenproblem in der Fachwelt zu seinen Lebzeiten eher ablehnend aufgenommen wurden und erst in heutiger Zeit wieder an Aktualität gewonnen haben.
Zur Erinnerung an Arved Wieler ist in Aachen eine Straße nach ihm benannt worden.

## Schriften (Auswahl)
- Die Beeinflussung des Wachsens durch verminderte Partiärpressung des Sauerstoffs. Engelmann, Leipzig 1883.
- Untersuchungen über die Einwirkung schwefliger Säure auf die Pflanzen. Bornträger, Berlin 1905.
- Pflanzenwachstum und Kalkmangel im Boden: Untersuchungen über den Einfluß der Entkalkung des Bodens durch Hüttenrauch und über die giftige Wirkung von Metallverbindungen auf das Pflanzenwachstum. Universitätsbibliothek Heidelberg, 1911.